# Лосева, Инна Александровна
И́нна Алекса́ндровна Ло́сева (укр. Інна Олександрівна Лосева; род. 27 сентября 1991, Сумы), в девичестве Ка́шина (укр. Кашина) — украинская легкоатлетка, специалистка по спортивной ходьбе. Выступала на профессиональном уровне в 2011—2022 годах, чемпионка Всемирной Универсиады в Тайбэе, многократная чемпионка Украины, участница летних Олимпийских игр в Рио-де-Жанейро. Мастер спорта Украины международного класса.

## Биография
Инна Лосева родилась 27 сентября 1991 года в Сумах, Украина. Занималась лёгкой атлетикой в сумской Специализированной детско-юношеской спортивной школе олимпийского резерва и позднее в сумской Школе высшего спортивного мастерства. Окончила Сумской государственный педагогический университет имени А. С. Макаренко.
Впервые заявила о себе на международном уровне в сезоне 2013 года, когда вошла в состав украинской сборной и выступила на Кубке Европы по спортивной ходьбе в Дудинце, где в зачёте 20 км заняла 28-е место. Позднее в той же дисциплине финишировала восьмой на молодёжном европейском первенстве в Тампере.
В 2014 году выиграла чемпионат Украины в Сумах, показала 33-й результат на Кубке мира в Тайцане, 23-й результат на чемпионате Европы в Цюрихе.
В 2015 году заняла 17-е место на Кубке Европы в Мурсии, была шестой на Всемирной Универсиаде в Кванджу.
В 2016 году с результатом 1:30:34 стала 18-й на командном чемпионате мира в Риме. Выполнив олимпийский квалификационный норматив (1:36:00), удостоилась права защищать честь страны на летних Олимпийских играх в Рио-де-Жанейро — в дисциплине 20 км показала время 1:33:15, расположившись в итоговом протоколе соревнований на 21-й строке.
В 2017 году финишировала четвёртой на Кубке Европы в Подебрадах, закрыла двадцатку сильнейших чемпионата мира в Лондоне, выиграла личный и командный зачёты 20 км на Всемирной Универсиаде в Тайбэе.
В 2018 году с личным рекордом 1:28:58 стала девятой на командном чемпионате мира в Тайцане, тогда как на чемпионате Европы в Берлине пришла к финишу седьмой.
В 2019 году была четвёртой на Кубке Европы в Алитусе, заняла 29-е место на чемпионате мира в Дохе.
В 2022 году отметилась выступлением на чемпионате Европы в Мюнхене, где в программе ходьбы на 35 км с результатом 2:57:55 финишировала восьмой. По окончании этих соревнований завершила спортивную карьеру.
Замужем за ходоком Иваном Лосевым.